# Jostein Hasselgård
Jostein Hasselgård (Fredrikstad, 24 marzo 1979) è un cantante norvegese.
Ha rappresentato la Norvegia all'Eurovision Song Contest 2003 con il brano I'm Not Afraid to Move On.

## Biografia
Jostein Hasselgård è salito alla ribalta nel 2003 con la sua partecipazione al Melodi Grand Prix, il programma di selezione del rappresentante norvegese per l'Eurovision Song Contest 2003. Nella finale del 1º marzo è stato decretato vincitore dal televoto. All'Eurovision, che si è tenuto il 24 maggio a Riga, ha cantato il suo singolo di debutto I'm Not Afraid to Move On e si è classificato al 4º posto su 26 partecipanti con 123 punti totalizzati. È stato il più televotato della serata dal pubblico di Islanda e Svezia, ed è risultato il preferito della giuria dell'Irlanda, dove per problemi tecnici non è stato possibile portare a buon fine il televoto. Il suo singolo ha raggiunto la 12ª posizione della classifica norvegese. Nel 2006 ha pubblicato il suo album di debutto A Few Words come parte della band Hasselgård, mentre dal 2010 fa parte del complesso a cappella Pust.

## Discografia

### Album in studio
- 2006 – A Few Words

### EP
- 2003 – Jostein Hasselgård

### Singoli
- 2003 – I'm Not Afraid to Move On